# Grand Island (Nebraska)
Grand Island – miasto w Stanach Zjednoczonych, w stanie Nebraska, w hrabstwie Hall.
W mieście rozwinął się przemysł cukrowniczy oraz mięsny.